# Sandro Munari
Sandro Munari (1940. március 27. –) olasz autóversenyző, az első egyéni rali világbajnok.

## Pályafutása

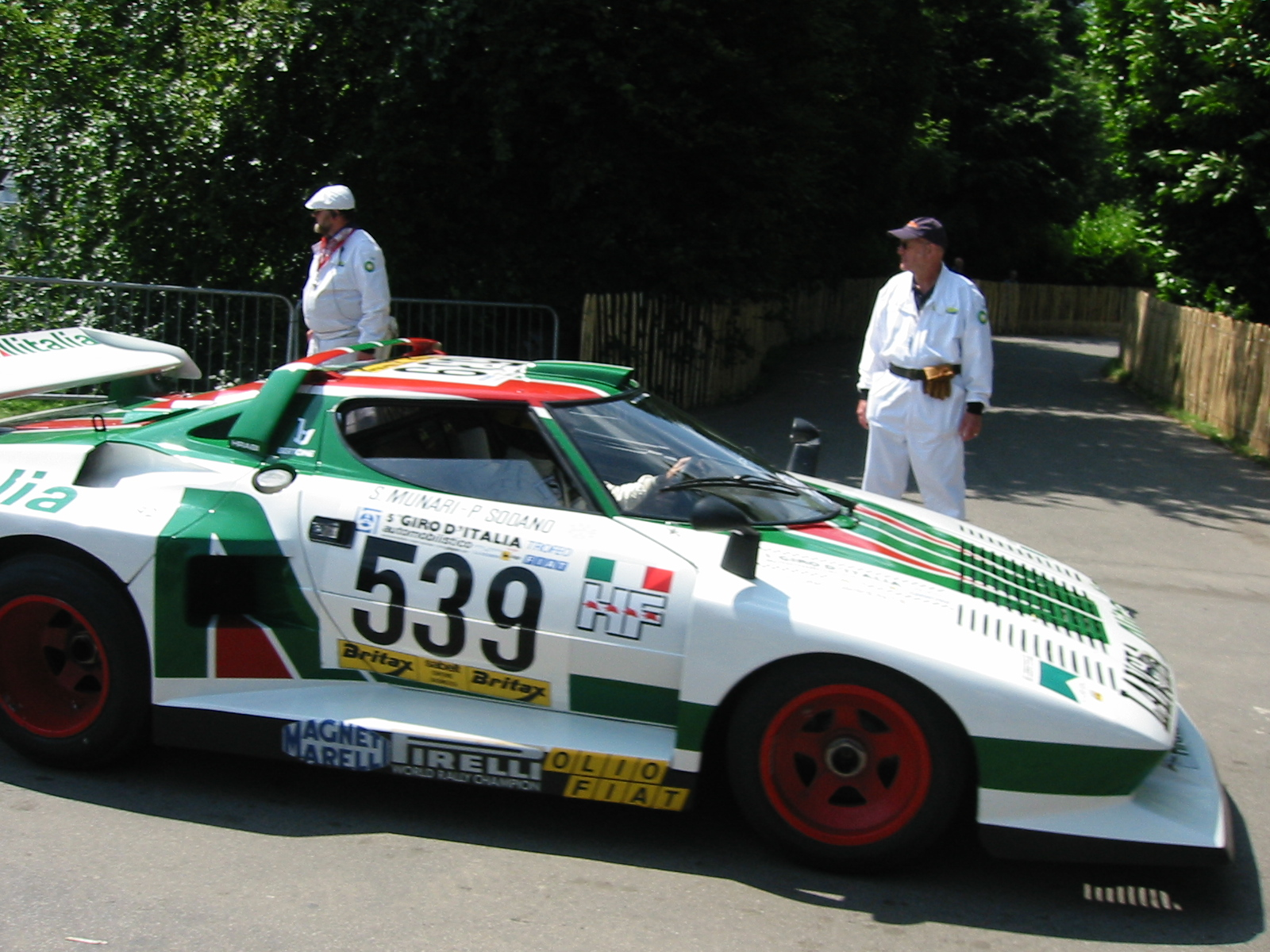
2005-ben egykori versenyautója mellett

Cavarzere városában született, 1965-ben kezdett ralizni, majd 1967-ben és 1969-ben megnyerte az olasz bajnokságot. 1972-ben megnyerte a sportautó-kitartási versenyt. Közben szövetkezett a Formula–1-es pilótával, Arturo Merzario-val a Ferrari 312PB gyártásában. Majd megnyerte az 1972-es Monte Carlo-ralit egy Lancia Fulviával. Majd az 1970-es évek közepén amikor elindult a Rali-világbajnokság a Lancia leszerződött vele és egy Lancia Stratos-al indult a vb-n, majd 1977-ben világbajnok lett. Később ment még Fiat 131 abahrtal is. 1981-től 1984-ig még indult a Szafari Rali-n, de végül visszavonult.

## Külső hivatkozások
- Profilja a rallybase.nl honlapon